# 霍里亞鄉 (圖爾恰縣)
45°01′N 28°27′E / 45.017°N 28.450°E
霍里亞鄉（羅馬尼亞語：Comuna Horia, Tulcea），是羅馬尼亞的鄉份，位於該國東南部，由圖爾恰縣負責管轄，面積42平方公里，海拔高度58米，2002年人口1,510，人口密度每平方公里36人。